# مانکتون، کنت
مانکتون (به انگلیسی: Monkton) یک روستا و محله مدنی در بریتانیا است که در Thanet واقع شده‌است. مانکتون ۶۶۱ نفر جمعیت دارد.